# Red Flag Linux
Pour les articles homonymes, voir Red Flag.
Red Flag Linux (chinois : 红旗 Linux) est une ancienne distribution Linux créée par l'Institute of Software à l'Académie chinoise des sciences en août 1999.

## But
Red Flag Software Co., Ltd. était focalisée sur le développement et le marketing des systèmes d'exploitation GNU/Linux et des logiciels multi-plateformes pour les utilisateurs chinois. Cette entreprise a disparu en février 2014.

## Citations
Il est cité dans les cibles visées par Equation Group entre 2000 et 2010.